# Palacio de Ripalda
El palacio Ripalda o castillo Ripalda fue un edificio hoy desaparecido de estilo ecléctico diseñado en 1887 por el arquitecto español Joaquín María Arnau Miramón, en la ciudad de Valencia (España).

## Historia
El arquitecto Joaquín María Arnau Miramón, a partir de la década de los ochenta inicia una intensa relación profesional con María Josefa Paulín y de la Peña, Condesa viuda de Ripalda, la cual le encargó la realización de importantes obras, entre las que destaca el proyecto de un palacio residencia para ella misma en el paseo de la Alameda de Valencia. Fue finalizado en 1887. En 1936, al trasladarse a Valencia el gobierno de la república, se utilizó el palacio como sede del Ministerio de Comercio. Este palacio ha sido uno de los iconos de la ciudad hasta que fue derribado en 1967. En la actualidad, sobre el solar que ocupaba el palacio se levanta la Torre Ripalda (popularmente conocida como La Pagoda, dada su similitud con dicho edificio típico de Asia) junto a los Jardines de Monforte.

## Características
El Palacio Ripalda era un edificio peculiar, concebido como un château francés, dentro de una perspectiva romántica sin precedente en Valencia. Su construcción se sitúa entre los años 1885 y 1887.

## Galería de imágenes

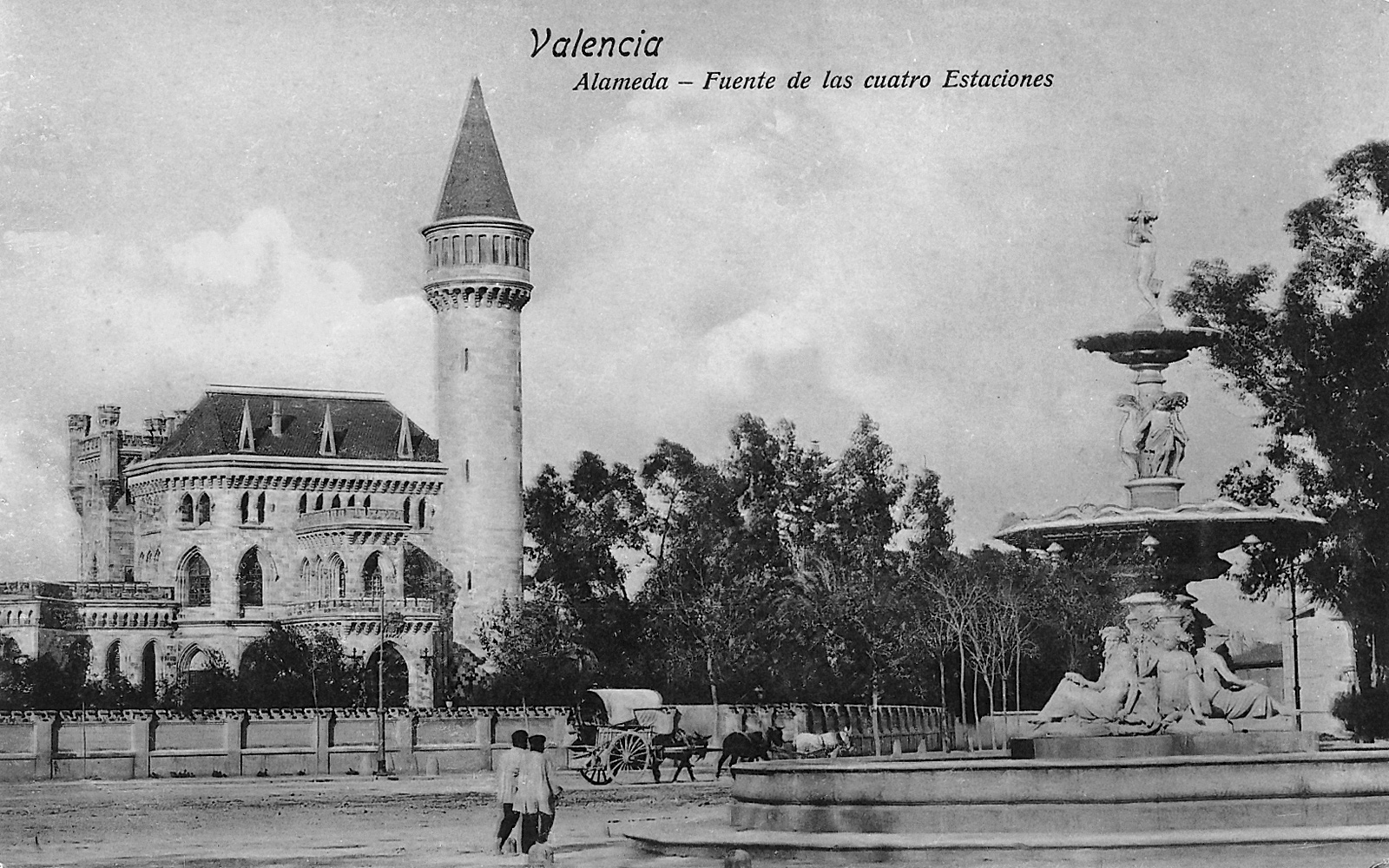
Palacio Ripalda.
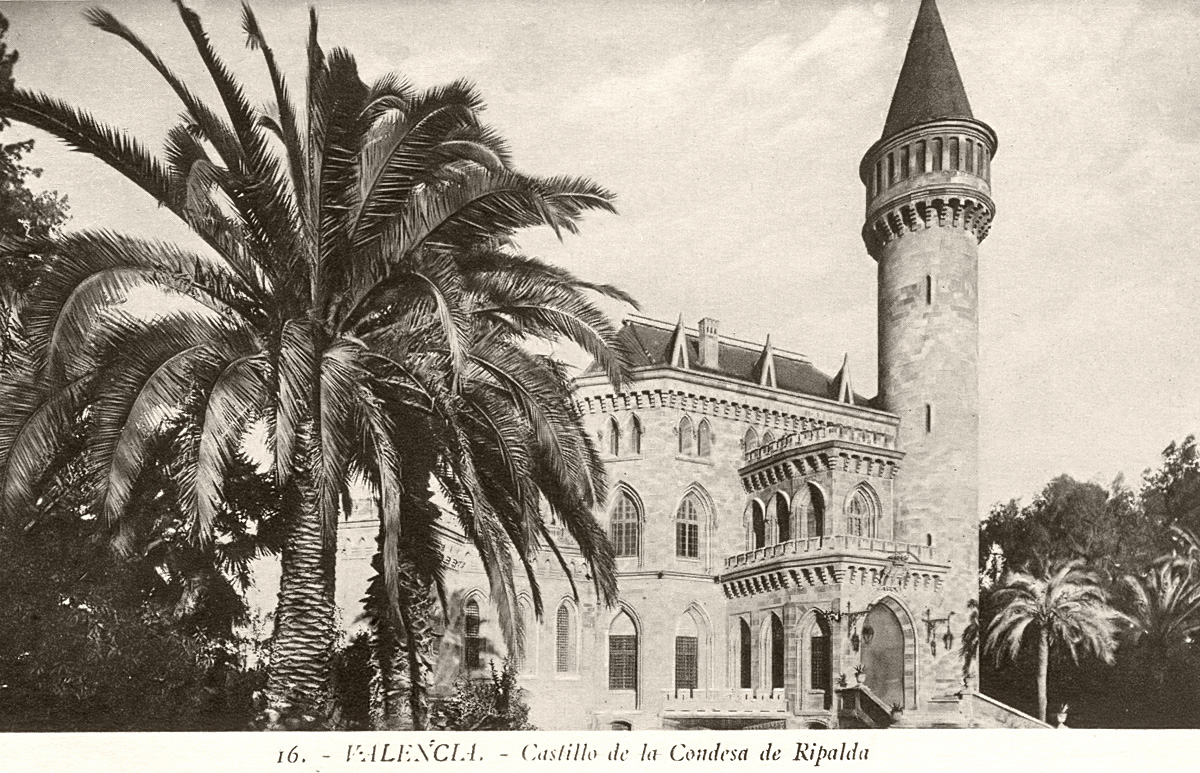
Palacio Ripalda.
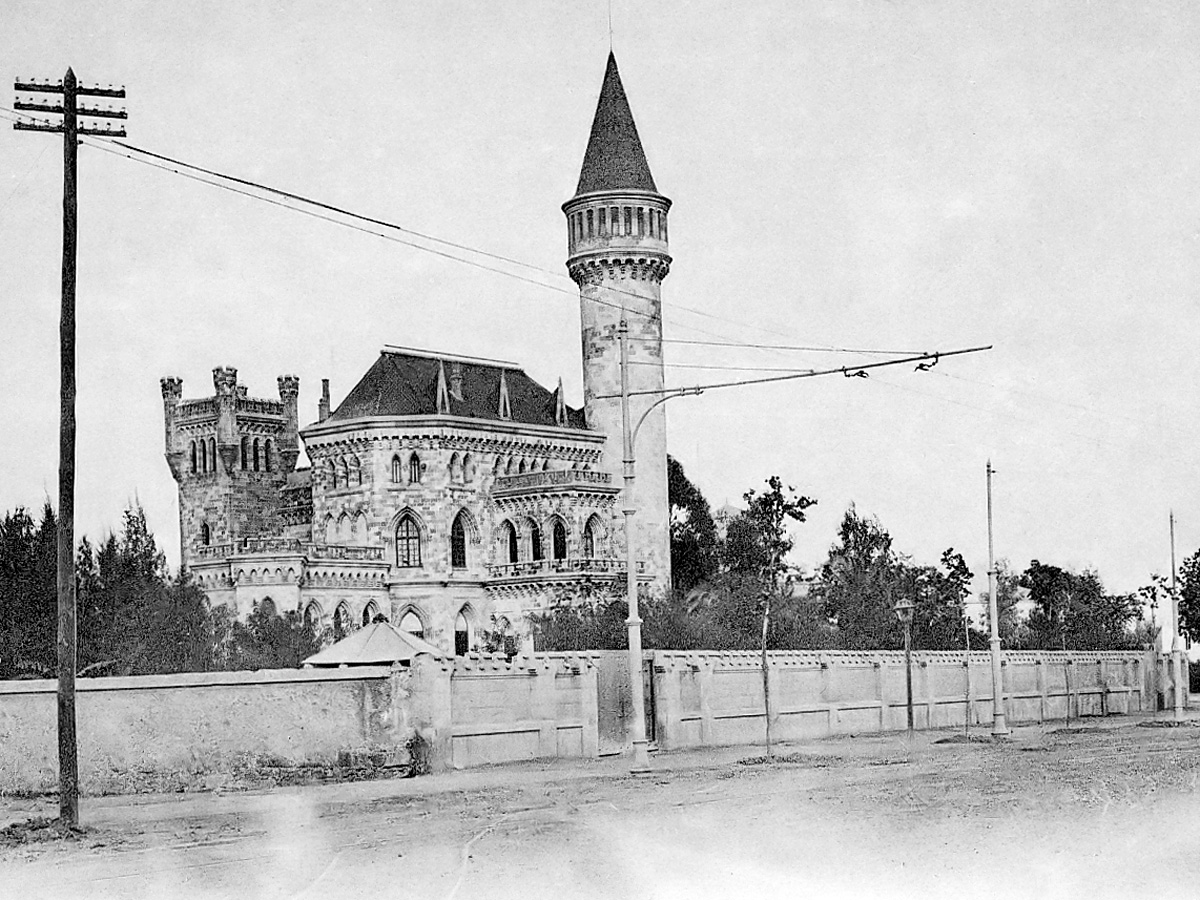
Palacio Ripalda.
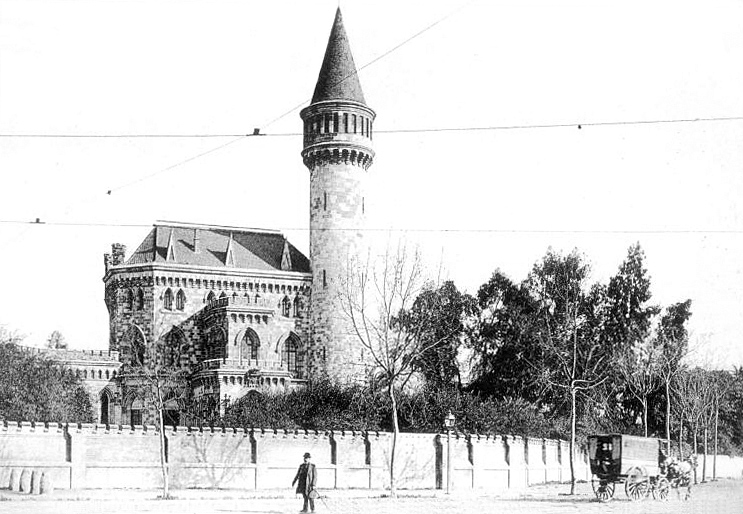
Palacio Ripalda.
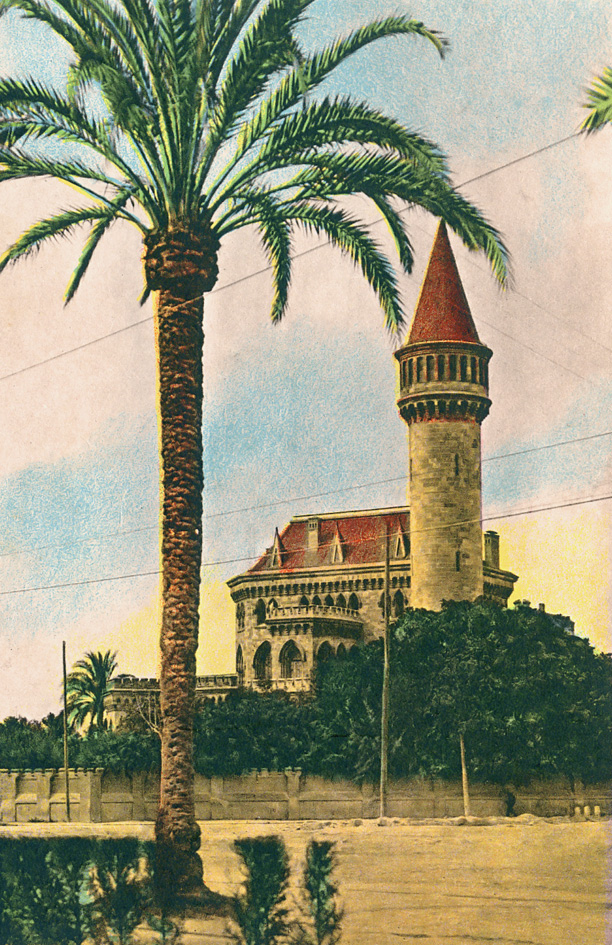
Palacio Ripalda.